# Sylvi Listhaug
Sylvi Listhaug (Ålesund, 25 december 1977) is een Noors politica en sinds 2021 partijleider van de conservatief-liberale Fremskrittspartiet. Tussen 2013 en 2020 was zij minister in het kabinet-Solberg, achtereenvolgens van Landbouw (2013-2015), Immigratie en Integratie (2015-2018), Justitie (2018), Ouderenzaken (2019) en Aardolie en Energie (2019-2020). Sinds 1 oktober 2017 is ze lid van de Storting (het parlement van Noorwegen).

## Biografie
Listhaug werd geboren in Ålesund in de provincie Møre og Romsdal. Ze groeide op op een boerderij in Ørskog in de streek Sunnmøre. Listhaug volgde een pedagogische opleiding aan de Hogeschool van Volda en was na haar studie een aantal jaren werkzaam in het onderwijs en de zorg. In 2004-05 verbleef ze een jaar in Washington D.C., waar ze onder meer stage liep in het Huis van Afgevaardigden.
Haar politieke carrière begon Listhaug in de jongerenorganisatie van Fremskrittspartiet. In 2001 werd ze reservelid voor de Storting voor haar geboorteprovincie. In 2006 werd ze lid van het dagelijks bestuur van de gemeente Oslo, waar ze met name verantwoordelijk was voor ouderenzorg.
Bij de vorming van het kabinet-Solberg in 2013 werd ze aangesteld als minister van Landbouw. In december 2015 werd ze de eerste minister met de nieuw gevormde portefeuille Immigratie en Integratie. Bij de verkiezingen in 2017 werd ze voor haar partij gekozen tot volwaardig lid van de Storting. Nadat Venstre in januari 2018 toetrad tot het kabinet, kreeg Listhaug de volledige portefeuille Justitie, waaraan Immigratie werd toegevoegd.
Begin maart 2018 werd haar positie als minister zeer wankel nadat zij op Facebook een zeer harde uithaal had gedaan naar Arbeiderpartiet. Die zou zich drukker maken om de rechten van terroristen dan om de veiligheid van het land. Niet alleen de gehele oppositie vond dit smakeloos, ook de Kristelig Folkeparti vond haar optreden ongepast en gaf aan te overwegen een motie van wantrouwen te zullen steunen. Dat leidde er uiteindelijk toe dat Listhaug op 20 maart 2018 zelf besloot af te treden.
In 2019 trad ze opnieuw toe tot de regering, eerst als minister van Ouderenzaken, later als minister van Aardolie en Energie. In 2020 trad de FrP uit de regering, hetgeen ook het einde betekende van het ministerschap van Listhaug. In mei 2021 werd ze verkozen tot partijleider van de Fremskrittspartiet en volgde in die functie Siv Jensen op.
- Bibsys: 46996
- Gemeinsame Normdatei: 1192805909
- International Standard Name Identifier: 0000 0004 8783 8446
- Virtual International Authority File: 134149066567165601475